# 1239 Queteleta
1239 Queteleta este un asteroid din centura principală, descoperit pe 4 februarie 1932 de Eugène Delporte.